# Sophie Alal
Sophie Alal là một Uganda nhà văn, luật sư, nhà thơ, nhà báo và nhà phê bình văn hóa. Cô xuất bản tại Deyu Phi, một sáng kiến di sản văn hóa. Cô đã giành được giải thưởng Thơ của Beverley Nambozo năm 2010 với Làm tình yêu hiện đại. Truyện ngắn của cô đã được xuất bản trên Tạp chí Kalahari, Tạp chí Lawino, Tạp chí AfricanColours và START. Cô đã làm việc như một phóng viên tự do cho tờ EastAfrican, tạp chí Màu sắc châu Phi và Viện báo chí toàn cầu. Cô có bằng luật của Đại học Makerere.

## Tác phẩm đã xuất bản

### Truyện ngắn
- "Đây là những đứa trẻ" trong James Woodhouse biên tập (2017). Moonscapes: short stories and poetry. Africa Writers Trust. ISBN 978-9970-28-001-8.  James Woodhouse biên tập (2017). Moonscapes: short stories and poetry. Africa Writers Trust. ISBN 978-9970-28-001-8.  James Woodhouse biên tập (2017). Moonscapes: short stories and poetry. Africa Writers Trust. ISBN 978-9970-28-001-8.
- "Làm cho tình yêu hiện đại" trong Beverley Nambozo Nsengiyunva biên tập (2014). A Thousand Voices Rising: An anthology of contemporary African poetry. BN Poetry Foundation. ISBN 978-9970-9234-0-3.  Beverley Nambozo Nsengiyunva biên tập (2014). A Thousand Voices Rising: An anthology of contemporary African poetry. BN Poetry Foundation. ISBN 978-9970-9234-0-3.  Beverley Nambozo Nsengiyunva biên tập (2014). A Thousand Voices Rising: An anthology of contemporary African poetry. BN Poetry Foundation. ISBN 978-9970-9234-0-3.
- "Chia tay" Lưu trữ ngày 17 tháng 7 năm 2019 tại Wayback Machine
- "Mảnh vỡ"[liên kết hỏng]

### Thơ phú
- "Phiến quân thất thủ"
- "Làm tình hiện đại"